# Álbum de Família
Álbum de Família é uma peça teatral brasileira, escrita por  Nelson Rodrigues em 1945. Foi proibida no ano seguinte à sua publicação, e só liberada para encenação em 1965. Foi inicialmente protagonizada por Luiz Linhares e Vanda Lacerda, em 1967.

## Enredo
Retrata uma família que, sob a ótica do locutor (que espelha a da opinião pública), é perfeitamente normal e feliz, mas cuja intimidade no lar é caracterizada por uma rede de paixões incestuosas e perversões diversas. Jonas, o patriarca, tem o hábito de trazer garotas de 12 a 16 anos para casa para desvirginá-las e, com isso, extravasar o desejo sexual que sente pela filha caçula, Glória. Conta, para isso, com a ajuda da cunhada Rute, que, apaixonada, faz qualquer coisa por ele. Glória, por outro lado, tem uma adoração pelo pai que, aparentemente, também está além de ser meramente filial.
O primogênito, Guilherme, também se sente atraído pela irmã Glória, tendo chegado ao ponto de se castrar para evitar consumar seu desejo. Já o segundo filho, Edmundo, é perdidamente apaixonado pela mãe, D. Senhorinha, paixão esta que impede que ele consiga consumar seu casamento com Heloísa. Já D. Senhorinha, por sua vez, nutre um amor proibido pelo terceiro filho, Nonô, que, tendo enlouquecido subitamente há alguns anos, devido a um contato incestuoso com sua mãe, passou a correr nu pelos campos da fazenda onde se passa a história, urrando e gritando constantemente.
A história principal é interrompida regularmente para que sejam mostradas ocasiões, em diferentes épocas, nas quais membros da família são fotografados para um álbum. Tais cenas são acompanhadas pela voz do locutor, que sempre descreve a virtude e a felicidade daquelas pessoas, contradizendo o que é mostrado ao público ao longo de toda a peça.